# Guinea, Virginia
Guinea, Virginia är en ort i Caroline County, Virginia, USA. 
Orten är belägen 14 km nordväst om Bowling Green, Virginia. Den är känd för att det var här som Stonewall Jackson dog 1863 efter att han hade blivit skjuten av sina egna trupper i slaget vid Chancellorsville.